# Adénosine 2',3'-dialdéhyde
L'adénosine 2',3'-dialdéhyde, également appelée adénosine oxydée au periodate, est un dérivé de l'adénosine utilisé en enzymologie comme inhibiteur de méthyltransférases, par exemple de la L-isoaspartyl méthyltransférase.